# I liga brazylijska w piłce nożnej (1976)
Brazylia 1976
Mistrzem Brazylii został klub SC Internacional, natomiast wicemistrzem Brazylii - klub Corinthians Paulista.
Do Copa Libertadores w roku 1977 zakwalifikowały się następujące kluby:
- SC Internacional (mistrz Brazylii)
- Corinthians Paulista (wicemistrz Brazylii)

W 1976 roku w rozgrywkach I ligi brazylijskiej wzięły udział 54 kluby. Nie było żadnych spadków, a w następnym sezonie I liga liczyła 62 kluby.

## Campeonato Brasileiro Série A 1976

### Uczestnicy
W mistrzostwach Brazylii w 1976 roku wzięły udział 54 kluby - najlepsze w mistrzostwach stanowych 1975 roku.
Stan Alagoas reprezentowały 2 kluby: Clube de Regatas Brasil, CS Alagoano.
Stan Amazonas reprezentowały 2 kluby: Rio Negro Manaus, Nacional FC.
Stan Bahia reprezentowały 3 kluby: EC Bahia, Fluminense de Feira FC, EC Vitória.
Stan Ceará reprezentowały 2 kluby: Ceará SC, Fortaleza.
Stan Espírito Santo reprezentowały 2 kluby: Desportiva Cariacica, Rio Branco AC.
Stan Goiás reprezentowały 2 kluby: Goiânia, Goiás EC.
Stan Maranhão reprezentował 1 klub: Sampaio Corrêa FC.
Stan Mato Grosso reprezentowały 2 kluby: Mixto EC, Operário FC.
Stan Minas Gerais reprezentowały 4 kluby: América Mineiro, Atlético Mineiro, Cruzeiro EC, Uberaba.
Stan Pará reprezentowały 2 kluby: Paysandu SC, Clube do Remo.
Stan Paraíba reprezentowały 2 kluby: Botafogo João Pessoa, Treze FC.
Stan Parana reprezentowały 3 kluby: Athletico Paranaense, Coritiba FBC, Londrina.
Stan Pernambuco reprezentowały 3 kluby: Náutico, Santa Cruz FC, Sport Recife.
Stan Piauí reprezentował 1 klub: EC Flamengo.
Stan Rio de Janeiro reprezentowało 7 klubów: America FC, Americano FC, Botafogo FR, CR Flamengo, Fluminense FC, CR Vasco da Gama, Volta Redonda.
Stan Rio Grande do Norte reprezentowały 2 kluby: ABC FC, América Natal.
Stan Rio Grande do Sul reprezentowały 3 kluby: SC Internacional, Caxias, Grêmio Porto Alegre.
Stan Santa Catarina reprezentowały 2 kluby: Avaí FC, Figueirense FC.
Stan São Paulo reprezentowało 8 klubów: Botafogo Ribeirão Preto, Corinthians Paulista, Guarani FC, SE Palmeiras, AA Ponte Preta, Portuguesa São Paulo, Santos FC, São Paulo.
Stan Sergipe reprezentował 1 klub: AD Confiança.

### Format rozgrywek
W pierwszym etapie 54 kluby podzielono na 6 grup po 9 klubów. Z każdej grupy awansowały dalej 4 kluby.
W drugim etapie 24 kluby podzielone zostały na 4 grupy po 6 klubów. Do trzeciego etapu awansowały po 3 najlepsze kluby z każdej grupy.
Równolegle do drugiego etapu rozegrano turniej z udziałem 30 klubów, które odpadły w pierwszym etapie. Kluby te podzielone zostały na 6 grup po 5 klubów. Do trzeciego etapu awansowali tylko zwycięzcy tych grup.
W trzecim etapie 18 klubów podzielono na dwie grupy (A i B) liczące po 9 klubów. Do półfinału awansowały 2 najlepsze kluby z każdej grupy.
W półfinale 4 najlepsze kluby z trzeciego etapu zmierzyły się ze sobą "na krzyż" - czyli zwycięzca grupy A grał u siebie z drugim zespołem grupy B oraz zwycięzca grupy B grał u siebie z drugim zespołem grupy A.
Zwycięzcy par finałowych rozegrali jeden mecz decydujący o mistrzostwie Brazylii.

### Pierwszy etap

#### Grupa A

##### Mecze chronologicznie
| Data                | Mecz                                                                           |
| ------------------- | ------------------------------------------------------------------------------ |
| 1 września 1976     | SC Internacional – Figueirense FC 6:0 Dario (3), Valdomiro (2), Jair]          |
| 1 września 1976     | Santos FC – Caxias 2:1 Tata (2) – Cedenir                                      |
| 1 września 1976     | Rio Branco AC – Grêmio Porto Alegre 1:4 Kosilek - Tarciso (2), Ancheta, Iúra   |
| 4 września 1976     | Grêmio Porto Alegre – Caxias 1:0 Alexandre                                     |
| 4 września 1976     | Desportiva Cariacica – SE Palmeiras 0:1 Edu                                    |
| 4 września 1976     | Figueirense FC – Santos FC 1:4 Caco - Edu (2), Aílton Lira, Tata               |
| 7 września 1976     | SE Palmeiras – Santos FC 0:1 Edu                                               |
| 7 września 1976     | SC Internacional – Grêmio Porto Alegre 3:1 Lula (2), Jair - Alexandre          |
| 7 września 1976     | Desportiva Cariacica – Rio Branco AC 2:1 Valmir, Moreira - Carlinhos           |
| 8 września 1976     | Figueirense FC – Avaí FC 1:0 Hélio Pires                                       |
| 11 września 1976    | SE Palmeiras – Figueirense FC 4:0 Gílson s, Itamar, Toninho, Ademir da Guia    |
| 12 września 1976    | Grêmio Porto Alegre – Santos FC 0:0                                            |
| 12 września 1976    | Caxias – SC Internacional 2:1 Bebeto, Osmar - Valdomiro                        |
| 12 września 1976    | Desportiva Cariacica – Avaí FC 0:3 Carlos, Bauduíno, Ademir                    |
| 15 września 1976    | Rio Branco AC – Figueirense FC 0:0                                             |
| 15 września 1976    | Caxias – SE Palmeiras 0:0                                                      |
| 15 września 1976    | Santos FC – Avaí FC 0:0                                                        |
| 18 września 1976    | Desportiva Cariacica – Figueirense FC 1:0 Valmir                               |
| 19 września 1976    | Avaí FC – SC Internacional 0:4 Dario (3), Pedro                                |
| 19 września 1976    | Rio Branco AC – Santos FC 0:1 Capităo                                          |
| 19 września 1976    | SE Palmeiras – Grêmio Porto Alegre 0:0                                         |
| 22 września 1976    | Desportiva Cariacica – SC Internacional 1:4 Figueroa s - Dario (2), Lula, Jair |
| 22 września 1976    | Caxias – Avaí FC 1:0 Cedenir                                                   |
| 22 września 1976    | SE Palmeiras – Rio Branco AC 1:0 Toninho                                       |
| 23 września 1976    | Figueirense FC – Grêmio Porto Alegre 0:2 Nélson s, Alcino                      |
| 25 września 1976    | Avaí FC – Rio Branco AC 2:1 Dirmael, Picolé - Ali                              |
| 26 września 1976    | Grêmio Porto Alegre – Desportiva Cariacica 3:1 Ancheta, Tarciso, Iúra - Wílson |
| 26 września 1976    | SC Internacional – Santos FC 3:1 Escurinho (2), Dario - Tata                   |
| 26 września 1976    | Figueirense FC – Caxias 1:0 Pinga                                              |
| 29 września 1976    | SC Internacional – Rio Branco AC 3:0 Escurinho, Figueroa, Jair                 |
| 29 września 1976    | Avaí FC – SE Palmeiras 0:1 Toninho                                             |
| 29 września 1976    | Caxias – Desportiva Cariacica 2:0 Bebeto (2)                                   |
| 2 października 1976 | Rio Branco AC – Caxias 0:2 Bebeto, Lourival                                    |
| 3 października 1976 | Santos FC – Desportiva Cariacica 0:0                                           |
| 3 października 1976 | Avaí FC – Grêmio Porto Alegre 0:3 Luís Carlos (2), Iúra                        |
| 3 października 1976 | SC Internacional – SE Palmeiras 1:0 Dario                                      |

##### Tabela grupy A
Zwycięstwo różnicą 3 lub więcej bramek nagradzano 3 punktami, a pozostałe zwycięstwa 2 punktami. W tabeli w kolumnie zwycięstw najpierw podano liczbę zwycięstw 3-punktowych, a po ukośniku liczbę zwycięstw 2-punktowych.
| Poz | Klub                 | Mecze | Zw  | Rem | Por | Pkt | BrZd | BrStr |
| --- | -------------------- | ----- | --- | --- | --- | --- | ---- | ----- |
| 1   | SC Internacional     | 8     | 6/1 | 0   | 1   | 20  | 25   | 5     |
| 2   | Grêmio Porto Alegre  | 8     | 4/1 | 2   | 1   | 16  | 14   | 5     |
| 3   | Santos FC            | 8     | 1/3 | 3   | 1   | 12  | 9    | 5     |
| 4   | SE Palmeiras         | 8     | 1/3 | 2   | 2   | 11  | 7    | 2     |
| 5   | Caxias               | 8     | 2/2 | 1   | 3   | 11  | 8    | 5     |
| 6   | Avaí FC              | 8     | 1/1 | 1   | 5   | 6   | 5    | 11    |
| 7   | Desportiva Cariacica | 8     | 0/2 | 1   | 5   | 5   | 5    | 14    |
| 8   | Figueirense FC       | 8     | 0/2 | 1   | 5   | 5   | 3    | 17    |
| 9   | Rio Branco AC        | 8     | 0/0 | 1   | 7   | 1   | 3    | 15    |

#### Grupa B

##### Mecze chronologicznie
| Data                | Mecz                                                                              |
| ------------------- | --------------------------------------------------------------------------------- |
| 29 sierpnia 1976    | Coritiba FBC – São Paulo 0:2 Mickey, Serginho                                     |
| 29 sierpnia 1976    | Londrina – Athletico Paranaense 0:3 Nenę, Nílton Batata, Alfredo                  |
| 29 sierpnia 1976    | AD Confiança – Portuguesa São Paulo 2:1 Joãozinho, Samuca - Rui Rei               |
| 1 września 1976     | Londrina – São Paulo 0:0                                                          |
| 1 września 1976     | Uberaba – Athletico Paranaense 0:0                                                |
| 4 września 1976     | São Paulo – Portuguesa São Paulo 0:0                                              |
| 4 września 1976     | Cruzeiro EC – Botafogo Ribeirão Preto 0:0                                         |
| 5 września 1976     | AD Confiança – Londrina 1:0 Samuca                                                |
| 7 września 1976     | Uberaba – Botafogo Ribeirão Preto 0:1 Sócrates                                    |
| 7 września 1976     | Cruzeiro EC – Portuguesa São Paulo 2:1 Joãozinho, Pantera - Enéias                |
| 8 września 1976     | Coritiba FBC – Athletico Paranaense 2:1 Aladim, Caio - Bira s                     |
| 8 września 1976     | AD Confiança – São Paulo 1:1 Lourival - Mauro                                     |
| 12 września 1976    | Botafogo Ribeirão Preto – São Paulo 2:0 Arlindo, Sócrates                         |
| 12 września 1976    | Athletico Paranaense – Cruzeiro EC 1:1 Marinho - Palhinha                         |
| 12 września 1976    | Uberaba – Portuguesa São Paulo 1:0 Alfinete                                       |
| 15 września 1976    | São Paulo – Athletico Paranaense 0:2 Rota, Tiăo Marçal                            |
| 15 września 1976    | AD Confiança – Coritiba FBC 1:1 Lourival - Eli                                    |
| 16 września 1976    | Londrina – Cruzeiro EC 1:1 Expedito - Palhinha                                    |
| 18 września 1976    | São Paulo – Uberaba 4:0 Mickey (2), Silva, Terto                                  |
| 19 września 1976    | Londrina – Botafogo Ribeirão Preto 1:0 Paraná                                     |
| 19 września 1976    | Cruzeiro EC – Coritiba FBC 2:1 Palhinha, Morais - Eli                             |
| 19 września 1976    | Athletico Paranaense – Portuguesa São Paulo 0:0                                   |
| 22 września 1976    | Athletico Paranaense – AD Confiança 1:0 Marinho                                   |
| 23 września 1976    | Coritiba FBC – Uberaba 1:0 Wílton                                                 |
| 23 września 1976    | Portuguesa São Paulo – Botafogo Ribeirão Preto 3:1 Nardela (2), Badeco - Sócrates |
| 25 września 1976    | Botafogo Ribeirão Preto – AD Confiança 3:0 Zé Mário (2), Arlindo                  |
| 26 września 1976    | Uberaba – Cruzeiro EC 1:1 Vaquinha - Jairzinho                                    |
| 26 września 1976    | Coritiba FBC – Londrina 1:0 Eli                                                   |
| 29 września 1976    | Botafogo Ribeirão Preto – Athletico Paranaense 1:0 Lorico                         |
| 29 września 1976    | Cruzeiro EC – AD Confiança 2:0 Jairzinho, Lívio                                   |
| 29 września 1976    | Uberaba – Londrina 1:2 Massilon - Fernandinho, Sérgio Américo                     |
| 29 września 1976    | Portuguesa São Paulo – Coritiba FBC 0:2 Eli (2)                                   |
| 2 października 1976 | Portuguesa São Paulo – Londrina 1:1 Badeco - William                              |
| 3 października 1976 | Botafogo Ribeirão Preto – Coritiba FBC 1:1 Joăo Carlos - Aladim                   |
| 3 października 1976 | São Paulo – Cruzeiro EC 1:0 Ademir                                                |
| 3 października 1976 | AD Confiança – Uberaba 1:1 Florindo - Vaquinha                                    |

##### Tabela grupy B
Zwycięstwo różnicą 3 lub więcej bramek nagradzano 3 punktami, a pozostałe zwycięstwa 2 punktami. W tabeli w kolumnie zwycięstw najpierw podano liczbę zwycięstw 3-punktowych, a po ukośniku liczbę zwycięstw 2-punktowych.
| Poz | Klub                    | Mecze | Zw  | Rem | Por | Pkt | BrZd | BrStr |
| --- | ----------------------- | ----- | --- | --- | --- | --- | ---- | ----- |
| 1   | Botafogo Ribeirão Preto | 8     | 2/2 | 2   | 2   | 12  | 9    | 5     |
| 2   | Coritiba FBC            | 8     | 1/3 | 2   | 2   | 11  | 9    | 7     |
| 3   | Athletico Paranaense    | 8     | 2/1 | 3   | 2   | 11  | 8    | 4     |
| 4   | São Paulo               | 8     | 2/1 | 3   | 2   | 11  | 8    | 5     |
| 5   | Cruzeiro EC             | 8     | 1/2 | 4   | 1   | 11  | 9    | 6     |
| 6   | Londrina                | 8     | 0/2 | 3   | 3   | 7   | 5    | 8     |
| 7   | AD Confiança            | 8     | 0/2 | 3   | 3   | 7   | 6    | 10    |
| 8   | Portuguesa São Paulo    | 8     | 1/0 | 3   | 4   | 6   | 6    | 9     |
| 9   | Uberaba                 | 8     | 0/1 | 3   | 4   | 5   | 4    | 10    |

#### Grupa C

##### Mecze chronologicznie
| Data                | Mecz                                                                              |
| ------------------- | --------------------------------------------------------------------------------- |
| 29 sierpnia 1976    | Rio Negro Manaus – Guarani FC 0:3 André (2), Roberto                              |
| 29 sierpnia 1976    | Clube do Remo – Ceará SC 2:0 Zezinho (2)                                          |
| 29 sierpnia 1976    | Corinthians Paulista – Fortaleza 2:1 Geraldo (2) – Brandăo                        |
| 1 września 1976     | AA Ponte Preta – Corinthians Paulista 1:1 Helinho - Polozzi s                     |
| 1 września 1976     | Clube do Remo – Guarani FC 0:0                                                    |
| 1 września 1976     | Rio Negro Manaus – Ceará SC 1:1 Baiano - Zé Eduardo                               |
| 2 września 1976     | Paysandu SC – Nacional FC 3:0 Lula (2), Roberto Bacuri                            |
| 4 września 1976     | Ceará SC – Guarani FC 0:0                                                         |
| 4 września 1976     | Fortaleza – Clube do Remo 1:0 Hamílton Melo                                       |
| 7 września 1976     | Nacional FC – Rio Negro Manaus 2:1 Gilberto (2) – Cacá                            |
| 7 września 1976     | Ceará SC – Fortaleza 0:1 Geraldino                                                |
| 7 września 1976     | Clube do Remo – Paysandu SC 5:2 Amaral (2), Zezinho, Mesquita, Feitosa - Lula (2) |
| 11 września 1976    | Paysandu SC – Fortaleza 1:5 Patrulheiro - Brandăo (3), Artur, Hamílton Melo       |
| 12 września 1976    | Corinthians Paulista – Guarani FC 0:0                                             |
| 12 września 1976    | Clube do Remo – Rio Negro Manaus 2:0 Luís Carlos s, Caíto                         |
| 12 września 1976    | Nacional FC – AA Ponte Preta 1:0 Carlinhos                                        |
| 15 września 1976    | Paysandu SC – AA Ponte Preta 0:0                                                  |
| 15 września 1976    | Nacional FC – Fortaleza 0:0                                                       |
| 16 września 1976    | Rio Negro Manaus – Corinthians Paulista 1:2 Vilfredo - Neca (2)                   |
| 18 września 1976    | Guarani FC – Fortaleza 1:1 Zenon - Geraldino                                      |
| 19 września 1976    | Nacional FC – Clube do Remo 1:0 Botelho                                           |
| 19 września 1976    | AA Ponte Preta – Ceará SC 2:0 Lúcio, Genau                                        |
| 19 września 1976    | Paysandu SC – Corinthians Paulista 0:0                                            |
| 22 września 1976    | Ceará SC – Corinthians Paulista 0:2 Romeu, Geraldo                                |
| 22 września 1976    | Guarani FC – Nacional FC 1:1 André - Gilberto                                     |
| 22 września 1976    | Rio Negro Manaus – Paysandu SC 2:0 Vilfredo, Jurandi                              |
| 23 września 1976    | Fortaleza – AA Ponte Preta 3:1 Alexandre, Geraldino, Brandăo - Helinho            |
| 25 września 1976    | Corinthians Paulista – Nacional FC 2:0 Vaguinho, Basílio                          |
| 25 września 1976    | Ceará SC – Paysandu SC 0:1 Nílson                                                 |
| 26 września 1976    | AA Ponte Preta – Clube do Remo 1:1 Genau - Zezinho                                |
| 26 września 1976    | Fortaleza – Rio Negro Manaus 0:0                                                  |
| 29 września 1976    | AA Ponte Preta – Rio Negro Manaus 1:1 Dicá - Jurandi                              |
| 29 września 1976    | Corinthians Paulista – Clube do Remo 3:0 Geraldo, Neca, Givanildo                 |
| 30 września 1976    | Guarani FC – Paysandu SC 2:0 André (2)                                            |
| 30 września 1976    | Ceará SC – Nacional FC 1:1 Vicentinho - Botelho                                   |
| 3 października 1976 | Guarani FC – AA Ponte Preta 0:0                                                   |

##### Tabela grupy C
Zwycięstwo różnicą 3 lub więcej bramek nagradzano 3 punktami, a pozostałe zwycięstwa 2 punktami. W tabeli w kolumnie zwycięstw najpierw podano liczbę zwycięstw 3-punktowych, a po ukośniku liczbę zwycięstw 2-punktowych.
| Poz | Klub                 | Mecze | Zw  | Rem | Por | Pkt | BrZd | BrStr |
| --- | -------------------- | ----- | --- | --- | --- | --- | ---- | ----- |
| 1   | Corinthians Paulista | 8     | 3/2 | 3   | 0   | 16  | 12   | 3     |
| 2   | Fortaleza            | 8     | 2/2 | 3   | 1   | 13  | 12   | 5     |
| 3   | Guarani FC           | 8     | 2/0 | 6   | 0   | 12  | 7    | 2     |
| 4   | Clube do Remo        | 8     | 3/0 | 2   | 3   | 11  | 10   | 8     |
| 5   | Nacional FC          | 8     | 0/3 | 3   | 2   | 9   | 6    | 8     |
| 6   | AA Ponte Preta       | 8     | 1/0 | 5   | 2   | 8   | 6    | 7     |
| 7   | Paysandu SC          | 8     | 1/1 | 2   | 4   | 7   | 7    | 14    |
| 8   | Rio Negro Manaus     | 8     | 1/0 | 3   | 4   | 6   | 6    | 11    |
| 9   | Ceará SC             | 8     | 0/0 | 3   | 5   | 3   | 2    | 10    |

#### Grupa D

##### Mecze chronologicznie
| Data             | Mecz                                                                                     |
| ---------------- | ---------------------------------------------------------------------------------------- |
| 29 sierpnia 1976 | América Mineiro – Goiânia 6:0 Marcăo (3), Éder (2), Emerson s                            |
| 29 sierpnia 1976 | Mixto EC – Goiás EC 1:1 Pastoril - Lucinho                                               |
| 1 września 1976  | CR Vasco da Gama – América Mineiro 1:0 Marco Antônio                                     |
| 1 września 1976  | Mixto EC – Operário FC 1:1 Valdir - Serginho                                             |
| 1 września 1976  | Goiânia – Atlético Mineiro 1:1 Bil - Reinaldo                                            |
| 1 września 1976  | Americano FC – Goiás EC 1:2 Zé Neto - Rinaldo, Rubinho                                   |
| 4 września 1976  | CR Vasco da Gama – Goiás EC 1:0 Roberto Dinamite                                         |
| 5 września 1976  | Americano FC – Mixto EC 3:2 Zé Neto (2), Luís Carlos - Pastoril, Carlinhos               |
| 5 września 1976  | Operário FC – America FC 1:1 Dante - Jarbas                                              |
| 5 września 1976  | Atlético Mineiro – América Mineiro 1:0 Reinaldo                                          |
| 7 września 1976  | Goiás EC – Goiânia 3:0 Lincoln (2), Lucinho                                              |
| 8 września 1976  | America FC – Mixto EC 1:0 Aílton                                                         |
| 8 września 1976  | Americano FC – CR Vasco da Gama 2:3 Zé Neto, Luís Carlos - Galdino (2), Roberto Dinamite |
| 8 września 1976  | Operário FC – Atlético Mineiro 1:1 Tadeu - Getúlio                                       |
| 11 września 1976 | America FC – Atlético Mineiro 2:1 Gílson Nunes, Orlando - Reinaldo                       |
| 12 września 1976 | Mixto EC – América Mineiro 3:0 Bife, Traíra, Pastoril                                    |
| 12 września 1976 | Goiânia – CR Vasco da Gama 2:4 Péricles, Bil - Roberto Dinamite (2), Dema s, Galdino     |
| 15 września 1976 | Mixto EC – CR Vasco da Gama 1:0 Pelezinho                                                |
| 15 września 1976 | Atlético Mineiro – Goiás EC 2:1 Paulo Isidoro, Reinaldo - Lincoln                        |
| 15 września 1976 | Americano FC – America FC 0:0                                                            |
| 16 września 1976 | Operário FC – Goiânia 5:3 Everaldo (3), Tadeu, Mariăo - Bil (2), Péricles                |
| 18 września 1976 | América Mineiro – Americano FC 0:1 Rangel                                                |
| 19 września 1976 | CR Vasco da Gama – America FC 0:2 Argeu s, César                                         |
| 19 września 1976 | Goiás EC – Operário FC 1:1 Paghetti - Everaldo                                           |
| 19 września 1976 | Mixto EC – Goiânia 1:2 Traíra - Bil, Marco Antônio                                       |
| 22 września 1976 | América Mineiro – America FC 0:0                                                         |
| 22 września 1976 | Operário FC – Americano FC 0:0                                                           |
| 23 września 1976 | Atlético Mineiro – Mixto EC 3:1 Paulo Isidoro (2), Reinaldo - Pastoril                   |
| 25 września 1976 | Goiânia – Americano FC 0:0                                                               |
| 26 września 1976 | Goiás EC – America FC 1:0 Maisena                                                        |
| 26 września 1976 | Operário FC – América Mineiro 1:1 Tadeu - Éder                                           |
| 26 września 1976 | Atlético Mineiro – CR Vasco da Gama 3:0 Toninho Cerezo, Paulo Moisés, Reinaldo           |
| 29 września 1976 | Americano FC – Atlético Mineiro 1:3 Dionísio - Márcio (2), Paulo Isidoro                 |
| 29 września 1976 | Goiás EC – América Mineiro 2:1 Rinaldo, Aluísio - Zé Ronaldo                             |
| 29 września 1976 | CR Vasco da Gama – Operário FC 0:1 Everaldo                                              |
| 29 września 1976 | America FC – Goiânia 3:1 Orlando (2), Aílton - Éber                                      |

##### Tabela grupy D
Zwycięstwo różnicą 3 lub więcej bramek nagradzano 3 punktami, a pozostałe zwycięstwa 2 punktami. W tabeli w kolumnie zwycięstw najpierw podano liczbę zwycięstw 3-punktowych, a po ukośniku liczbę zwycięstw 2-punktowych.
| Poz | Klub             | Mecze | Zw  | Rem | Por | Pkt | BrZd | BrStr |
| --- | ---------------- | ----- | --- | --- | --- | --- | ---- | ----- |
| 1   | Atlético Mineiro | 8     | 3/2 | 2   | 1   | 15  | 15   | 7     |
| 2   | America FC       | 8     | 2/2 | 3   | 1   | 13  | 9    | 4     |
| 3   | Goiás EC         | 8     | 1/3 | 2   | 2   | 11  | 11   | 7     |
| 4   | Operário FC      | 8     | 1/1 | 6   | 0   | 11  | 11   | 8     |
| 5   | CR Vasco da Gama | 8     | 1/3 | 0   | 4   | 9   | 9    | 11    |
| 6   | Mixto EC         | 8     | 1/1 | 2   | 4   | 7   | 10   | 11    |
| 7   | Americano FC     | 8     | 0/2 | 3   | 3   | 7   | 8    | 10    |
| 8   | América Mineiro  | 8     | 1/0 | 2   | 5   | 5   | 8    | 9     |
| 9   | Goiânia          | 8     | 0/1 | 2   | 5   | 4   | 9    | 23    |

#### Grupa E

##### Mecze chronologicznie
| Data             | Mecz                                                                                       |
| ---------------- | ------------------------------------------------------------------------------------------ |
| 29 sierpnia 1976 | Fluminense de Feira FC – CS Alagoano 0:0                                                   |
| 29 sierpnia 1976 | Treze FC – Clube de Regatas Brasil 0:2 Silva, Gilmar                                       |
| 29 sierpnia 1976 | Botafogo João Pessoa – EC Vitória 1:0 Reinaldo                                             |
| 1 września 1976  | Fluminense de Feira FC – EC Bahia 0:2 Silva s, Beijoca                                     |
| 1 września 1976  | Botafogo João Pessoa – Botafogo FR 0:0                                                     |
| 1 września 1976  | Treze FC – EC Vitória 0:2 Fischer (2)                                                      |
| 1 września 1976  | Fluminense FC – CS Alagoano 1:1 Rodrigues Neto - Ęnio                                      |
| 4 września 1976  | EC Vitória – CS Alagoano 3:1 Fischer (2), Silvinho - Almir                                 |
| 4 września 1976  | Treze FC – Botafogo FR 2:4 Soares, Joăo Paulo - Mário Sérgio (2), Nílson Dias, Manfrini    |
| 7 września 1976  | Botafogo João Pessoa – Treze FC 2:0 Reinaldo, Lucas                                        |
| 7 września 1976  | Clube de Regatas Brasil – CS Alagoano 2:1 Silva, Gilmar - Almir                            |
| 7 września 1976  | EC Bahia – EC Vitória 0:0                                                                  |
| 7 września 1976  | Botafogo FR – Fluminense FC 2:0 Carbone, Rubens Nicola                                     |
| 11 września 1976 | EC Vitória – Fluminense de Feira FC 2:0 Silvinho, Valdo                                    |
| 12 września 1976 | Clube de Regatas Brasil – Botafogo João Pessoa 0:0                                         |
| 12 września 1976 | EC Bahia – Fluminense FC 0:0                                                               |
| 15 września 1976 | Fluminense de Feira FC – Fluminense FC 2:3 Merrinho, Elísio - Dirceu, Erivelto, França s   |
| 15 września 1976 | Botafogo FR – EC Bahia 0:0                                                                 |
| 15 września 1976 | Clube de Regatas Brasil – EC Vitória 0:2 Zé Júlio, Léo Oliveira                            |
| 18 września 1976 | Botafogo FR – Clube de Regatas Brasil 2:1 Mazinho, Rubens Nicola - Joãozinho Paulista      |
| 19 września 1976 | Fluminense de Feira FC – Botafogo João Pessoa 0:1 Reinaldo                                 |
| 19 września 1976 | Treze FC – Fluminense FC 0:2 Doval (2)                                                     |
| 19 września 1976 | CS Alagoano – EC Bahia 1:1 Valdeci - Jorge Campos                                          |
| 22 września 1976 | Fluminense FC – Botafogo João Pessoa 3:0 Doval (2), Carlos Alberto                         |
| 22 września 1976 | CS Alagoano – Botafogo FR 2:1 Aluísio (2) – Manfrini                                       |
| 22 września 1976 | EC Bahia – Treze FC 3:0 Beijoca (3)                                                        |
| 22 września 1976 | Fluminense de Feira FC – Clube de Regatas Brasil 2:0 Magno, Zé Amaro                       |
| 25 września 1976 | Botafogo FR – Fluminense de Feira FC 4:1 Nílson Dias (2), Ricardo, Mário Sérgio - Zé Amaro |
| 26 września 1976 | Fluminense FC – EC Vitória 0:1 Fischer                                                     |
| 26 września 1976 | EC Bahia – Clube de Regatas Brasil 3:0 Beijoca (2), Douglas                                |
| 26 września 1976 | CS Alagoano – Treze FC 3:2 Manguito, Serginho, Tadeu - Peres, Joăo Paulo                   |
| 29 września 1976 | Clube de Regatas Brasil – Fluminense FC 0:4 Gil (2), Doval, Rivelino                       |
| 29 września 1976 | EC Vitória – Botafogo FR 1:1 Fischer - Fred                                                |
| 29 września 1976 | Botafogo João Pessoa – CS Alagoano 1:1 Muller - Naldo                                      |
| 29 września 1976 | Treze FC – Fluminense de Feira FC 2:1 Neném, Iva Lopes - Bira                              |
| 30 września 1976 | Botafogo João Pessoa – EC Bahia 1:2 Reinaldo - Perivaldo, Douglas                          |

##### Tabela grupy E
Zwycięstwo różnicą 3 lub więcej bramek nagradzano 3 punktami, a pozostałe zwycięstwa 2 punktami. W tabeli w kolumnie zwycięstw najpierw podano liczbę zwycięstw 3-punktowych, a po ukośniku liczbę zwycięstw 2-punktowych.
| Poz | Klub                    | Mecze | Zw  | Rem | Por | Pkt | BrZd | BrStr |
| --- | ----------------------- | ----- | --- | --- | --- | --- | ---- | ----- |
| 1   | EC Vitória              | 8     | 4/1 | 2   | 1   | 16  | 11   | 3     |
| 2   | EC Bahia                | 8     | 3/1 | 4   | 0   | 15  | 11   | 2     |
| 3   | Botafogo FR             | 8     | 3/1 | 3   | 1   | 14  | 14   | 7     |
| 4   | Fluminense FC           | 8     | 3/1 | 2   | 2   | 13  | 13   | 6     |
| 5   | Botafogo João Pessoa    | 8     | 1/2 | 3   | 2   | 10  | 6    | 6     |
| 6   | CS Alagoano             | 8     | 0/2 | 4   | 2   | 8   | 10   | 11    |
| 7   | Clube de Regatas Brasil | 8     | 1/1 | 1   | 5   | 6   | 5    | 14    |
| 8   | Fluminense de Feira FC  | 8     | 1/0 | 1   | 6   | 4   | 6    | 14    |
| 9   | Treze FC                | 8     | 0/1 | 0   | 7   | 2   | 6    | 19    |

#### Grupa F

##### Mecze chronologicznie
| Data             | Mecz                                                                                                |
| ---------------- | --------------------------------------------------------------------------------------------------- |
| 29 sierpnia 1976 | América Natal – Santa Cruz FC 0:0                                                                   |
| 29 sierpnia 1976 | Sampaio Corrêa FC – EC Flamengo 0:0                                                                 |
| 29 sierpnia 1976 | Sport Recife – ABC FC 1:0 Luciano                                                                   |
| 1 września 1976  | CR Flamengo – ABC FC 2:0 Zico (2)                                                                   |
| 1 września 1976  | Sampaio Corrêa FC – Santa Cruz FC 0:2 Vôlnei, Betinho                                               |
| 1 września 1976  | Náutico – EC Flamengo 3:0 Fedato, Mário, Gilva                                                      |
| 1 września 1976  | Volta Redonda – América Natal 1:1 Paulo César - Santa Cruz                                          |
| 4 września 1976  | Sport Recife – Santa Cruz FC 1:0 Assis                                                              |
| 4 września 1976  | EC Flamengo – CR Flamengo 2:3 Santos, Leal - Zico (2), Júnior                                       |
| 4 września 1976  | América Natal – Náutico 1:0 Ivanildo                                                                |
| 4 września 1976  | Volta Redonda – ABC FC 0:0                                                                          |
| 7 września 1976  | América Natal – ABC FC 3:1 Garcia, Ronaldo, Pedrada - Xisté                                         |
| 7 września 1976  | Santa Cruz FC – CR Flamengo 2:1 Nunes (2) – Luisinho                                                |
| 7 września 1976  | Sampaio Corrêa FC – Náutico 2:3 Cabecinha, Eliéser - Zé Maria, Gilva, Mário                         |
| 8 września 1976  | Volta Redonda – Sport Recife 1:0 Jarbas                                                             |
| 12 września 1976 | ABC FC – Náutico 1:1 Zé Carlos - Gilva                                                              |
| 12 września 1976 | CR Flamengo – Sport Recife 3:0 Marciano (2), Tadeu                                                  |
| 12 września 1976 | Volta Redonda – Sampaio Corrêa FC 5:1 Paulo Roberto (2), Jaílson (2), Jarbas - Ferreira             |
| 15 września 1976 | EC Flamengo – Santa Cruz FC 0:0                                                                     |
| 15 września 1976 | Volta Redonda – Náutico 0:0                                                                         |
| 15 września 1976 | Sport Recife – América Natal 0:0                                                                    |
| 16 września 1976 | CR Flamengo – Sampaio Corrêa FC 8:1 Zico (3), Luisinho (2), Marciano, Rondinelli, Paulinho - Ferraz |
| 19 września 1976 | ABC FC – Santa Cruz FC 2:4 Zé Carlos, Noé Silva - Mazinho (2), Santos, Betinho                      |
| 19 września 1976 | EC Flamengo – Volta Redonda 2:2 Décio Costa, Paulo Matos - Zé Dias, Jaílson                         |
| 19 września 1976 | Sport Recife – Náutico 1:0 Assis                                                                    |
| 19 września 1976 | Sampaio Corrêa FC – América Natal 0:0                                                               |
| 22 września 1976 | América Natal – CR Flamengo 0:0                                                                     |
| 22 września 1976 | Santa Cruz FC – Volta Redonda 2:0 Mazinho (2)                                                       |
| 22 września 1976 | Sampaio Corrêa FC – Sport Recife 0:3 Ramón (2), Miltăo                                              |
| 22 września 1976 | EC Flamengo – ABC FC 0:0                                                                            |
| 26 września 1976 | ABC FC – Sampaio Corrêa FC 1:1 Noé Silva - Cabral                                                   |
| 26 września 1976 | EC Flamengo – Sport Recife 1:2 Antônio Carlos - Amílton Rocha, Ramón                                |
| 26 września 1976 | Náutico – CR Flamengo 0:3 Marciano (3)                                                              |
| 29 września 1976 | Santa Cruz FC – Náutico 2:1 Nunes, Betinho - Zé Maria                                               |
| 30 września 1976 | CR Flamengo – Volta Redonda 4:0 Zico (2), Marciano, Luís Paulo                                      |
| 30 września 1976 | América Natal – EC Flamengo 1:2 Alberi - Antônio Carlos, Augusto                                    |

##### Tabela grupy F
Zwycięstwo różnicą 3 lub więcej bramek nagradzano 3 punktami, a pozostałe zwycięstwa 2 punktami. W tabeli w kolumnie zwycięstw najpierw podano liczbę zwycięstw 3-punktowych, a po ukośniku liczbę zwycięstw 2-punktowych.
| Poz | Klub              | Mecze | Zw  | Rem | Por | Pkt | BrZd | BrStr |
| --- | ----------------- | ----- | --- | --- | --- | --- | ---- | ----- |
| 1   | CR Flamengo       | 8     | 5/1 | 1   | 1   | 18  | 24   | 5     |
| 2   | Santa Cruz FC     | 8     | 3/2 | 2   | 1   | 15  | 12   | 5     |
| 3   | Sport Recife      | 8     | 1/4 | 1   | 2   | 12  | 8    | 5     |
| 4   | América Natal     | 8     | 1/1 | 5   | 1   | 10  | 6    | 4     |
| 5   | Volta Redonda     | 8     | 1/1 | 4   | 2   | 9   | 9    | 10    |
| 6   | Náutico           | 8     | 1/1 | 2   | 4   | 7   | 8    | 10    |
| 7   | EC Flamengo       | 8     | 0/1 | 4   | 3   | 6   | 7    | 11    |
| 8   | ABC FC            | 8     | 0/0 | 4   | 4   | 4   | 5    | 12    |
| 9   | Sampaio Corrêa FC | 8     | 0/0 | 3   | 5   | 3   | 5    | 22    |

### Drugi etap

#### Grupa G

##### Mecze chronologicznie
| Data                 | Mecz                                                                           |
| -------------------- | ------------------------------------------------------------------------------ |
| 10 października 1976 | Fluminense FC – SC Internacional 1:1 Erivelto - Lula                           |
| 10 października 1976 | Fortaleza – Goiás EC 1:1 Hamílton Melo - Rubinho                               |
| 10 października 1976 | América Natal – Botafogo Ribeirão Preto 1:3 Jair s - Zé Mário (2), Joăo Carlos |
| 13 października 1976 | Goiás EC – SC Internacional 0:3 Dario, Valdomiro, Jair                         |
| 13 października 1976 | Fortaleza – Botafogo Ribeirão Preto 1:1 Manuel s - Paulo Maurício s            |
| 13 października 1976 | América Natal – Fluminense FC 2:1 Zeca, Alberi - Doval                         |
| 16 października 1976 | Fluminense FC – Fortaleza 3:1 Doval (3) – Geraldino                            |
| 17 października 1976 | SC Internacional – América Natal 2:0 Escurinho, Dario                          |
| 17 października 1976 | Botafogo Ribeirão Preto – Goiás EC 4:0 Sócrates (2), Joăo Traina, Zé Mário     |
| 20 października 1976 | Goiás EC – América Natal 0:0                                                   |
| 20 października 1976 | SC Internacional – Fortaleza 2:0 Jorge s, Falcăo                               |
| 20 października 1976 | Botafogo Ribeirão Preto – Fluminense FC 1:1 Zé Mário - Rivelino                |
| 23 października 1976 | Fluminense FC – Goiás EC 1:1 Carlos Alberto - Lincoln                          |
| 24 października 1976 | SC Internacional – Botafogo Ribeirão Preto 3:0 Jair s, Falcăo, Lula            |
| 24 października 1976 | Fortaleza – América Natal 2:1 Artur, Geraldino - Jangada                       |

##### Tabela grupy G
Zwycięstwo różnicą 3 lub więcej bramek nagradzano 3 punktami, a pozostałe zwycięstwa 2 punktami. W tabeli w kolumnie zwycięstw najpierw podano liczbę zwycięstw 3-punktowych, a po ukośniku liczbę zwycięstw 2-punktowych.
| Poz | Klub                    | Mecze | Zw  | Rem | Por | Pkt | BrZd | BrStr |
| --- | ----------------------- | ----- | --- | --- | --- | --- | ---- | ----- |
| 1   | SC Internacional        | 5     | 4/0 | 1   | 0   | 13  | 11   | 1     |
| 2   | Botafogo Ribeirão Preto | 5     | 2/0 | 2   | 1   | 8   | 9    | 6     |
| 3   | Fluminense FC           | 5     | 1/0 | 3   | 1   | 6   | 7    | 6     |
| 4   | Fortaleza               | 5     | 0/1 | 2   | 2   | 4   | 5    | 8     |
| 5   | América Natal           | 5     | 0/1 | 1   | 3   | 3   | 4    | 8     |
| 6   | Goiás EC                | 5     | 0/0 | 3   | 2   | 3   | 2    | 9     |

#### Grupa H

##### Mecze chronologicznie
| Data                 | Mecz                                                             |
| -------------------- | ---------------------------------------------------------------- |
| 10 października 1976 | Coritiba FBC – Sport Recife 1:0 Wílton                           |
| 10 października 1976 | Grêmio Porto Alegre – Corinthians Paulista 3:0 Iúra (2), Tarciso |
| 10 października 1976 | Operário FC – Botafogo FR 2:0 Everaldo, Paulinho                 |
| 13 października 1976 | Grêmio Porto Alegre – Operário FC 1:0 Luís Carlos                |
| 13 października 1976 | Botafogo FR – Sport Recife 1:0 Nílson Dias                       |
| 13 października 1976 | Corinthians Paulista – Coritiba FBC 1:0 Geraldo                  |
| 16 października 1976 | Corinthians Paulista – Botafogo FR 1:2 Neca - Nílson Dias (2)    |
| 16 października 1976 | Sport Recife – Operário FC 0:2 Everaldo, Zé Carlos               |
| 17 października 1976 | Coritiba FBC – Grêmio Porto Alegre 1:1 Oberdă - Alexandre        |
| 20 października 1976 | Corinthians Paulista – Operário FC 3:1 Neca (2), Ruço - Serginho |
| 21 października 1976 | Grêmio Porto Alegre – Sport Recife 1:0 Alexandre                 |
| 21 października 1976 | Botafogo FR – Coritiba FBC 0:2 Wílton, Oberdă                    |
| 24 października 1976 | Sport Recife – Corinthians Paulista 0:1 Geraldo                  |
| 24 października 1976 | Botafogo FR – Grêmio Porto Alegre 0:1 Alcino                     |
| 24 października 1976 | Operário FC – Coritiba FBC 0:1 Clayton                           |

##### Tabela grupy H
Zwycięstwo różnicą 3 lub więcej bramek nagradzano 3 punktami, a pozostałe zwycięstwa 2 punktami. W tabeli w kolumnie zwycięstw najpierw podano liczbę zwycięstw 3-punktowych, a po ukośniku liczbę zwycięstw 2-punktowych.
| Poz | Klub                 | Mecze | Zw  | Rem | Por | Pkt | BrZd | BrStr |
| --- | -------------------- | ----- | --- | --- | --- | --- | ---- | ----- |
| 1   | Grêmio Porto Alegre  | 5     | 1/3 | 1   | 0   | 10  | 7    | 1     |
| 2   | Coritiba FBC         | 5     | 1/2 | 1   | 1   | 8   | 5    | 2     |
| 3   | Corinthians Paulista | 5     | 1/2 | 0   | 2   | 7   | 6    | 6     |
| 4   | Operário FC          | 5     | 2/0 | 0   | 3   | 6   | 5    | 5     |
| 5   | Botafogo FR          | 5     | 0/2 | 0   | 3   | 4   | 3    | 6     |
| 6   | Sport Recife         | 5     | 0/0 | 0   | 5   | 0   | 0    | 6     |

#### Grupa I

##### Mecze chronologicznie
| Data                 | Mecz                                                                    |
| -------------------- | ----------------------------------------------------------------------- |
| 9 października 1976  | EC Bahia – Santa Cruz FC 3:0 Jorge Campos, Gibira, Jésum                |
| 10 października 1976 | Santos FC – Athletico Paranaense 2:1 Totonho, Edu - Nílton Batata       |
| 13 października 1976 | Clube do Remo – Santos FC 1:2 Feitosa - Toinzinho, Dutra s              |
| 13 października 1976 | Santa Cruz FC – Atlético Mineiro 2:2 Betinho (2) – Paulo Isidoro, Bozó  |
| 13 października 1976 | EC Bahia – Athletico Paranaense 1:0 Jésum                               |
| 16 października 1976 | Santos FC – EC Bahia 0:0                                                |
| 17 października 1976 | Atlético Mineiro – Athletico Paranaense 5:0 Reinaldo (3), Danival, Bozó |
| 17 października 1976 | Santa Cruz FC – Clube do Remo 2:1 Édson, Betinho - Zezinho              |
| 20 października 1976 | Athletico Paranaense – Clube do Remo 1:1 Bira Lopes - Mesquita          |
| 20 października 1976 | Santa Cruz FC – Santos FC 2:0 Betinho, Nunes                            |
| 20 października 1976 | Atlético Mineiro – EC Bahia 2:1 Danival, Alves - Jésum                  |
| 24 października 1976 | EC Bahia – Clube do Remo 3:1 Jorge Campos (2), Edu - Zezinho            |
| 24 października 1976 | Athletico Paranaense – Santa Cruz FC 1:0 Tiăo Marçal                    |
| 24 października 1976 | Atlético Mineiro – Santos FC 1:1 Paulo Isidoro - Aílton Lira            |
| 27 października 1976 | Clube do Remo – Atlético Mineiro 1:1 Mego - Paulo Isidoro               |

##### Tabela grupy I
Zwycięstwo różnicą 3 lub więcej bramek nagradzano 3 punktami, a pozostałe zwycięstwa 2 punktami. W tabeli w kolumnie zwycięstw najpierw podano liczbę zwycięstw 3-punktowych, a po ukośniku liczbę zwycięstw 2-punktowych.
| Poz | Klub                 | Mecze | Zw  | Rem | Por | Pkt | BrZd | BrStr |
| --- | -------------------- | ----- | --- | --- | --- | --- | ---- | ----- |
| 1   | EC Bahia             | 5     | 2/1 | 1   | 1   | 9   | 8    | 3     |
| 2   | Atlético Mineiro     | 5     | 1/1 | 3   | 0   | 8   | 11   | 5     |
| 3   | Santa Cruz FC        | 5     | 1/1 | 1   | 2   | 6   | 6    | 7     |
| 4   | Santos FC            | 5     | 0/2 | 2   | 1   | 6   | 5    | 5     |
| 5   | Athletico Paranaense | 5     | 0/1 | 1   | 3   | 3   | 3    | 9     |
| 6   | Clube do Remo        | 5     | 0/0 | 2   | 3   | 2   | 5    | 9     |

#### Grupa J

##### Mecze chronologicznie
| Data                 | Mecz                                                                           |
| -------------------- | ------------------------------------------------------------------------------ |
| 9 października 1976  | America FC – São Paulo 1:1 Arlindo (own goal) – Mickey                         |
| 10 października 1976 | EC Vitória – CR Flamengo 0:3 Paulinho, Tadeu, Zico                             |
| 10 października 1976 | Guarani FC – SE Palmeiras 0:1 Ademir da Guia                                   |
| 13 października 1976 | America FC – EC Vitória 3:0 Orlando (2), Aílton                                |
| 14 października 1976 | CR Flamengo – SE Palmeiras 0:2 Itamar, Jorge Mendonça                          |
| 14 października 1976 | São Paulo – Guarani FC 0:1 André                                               |
| 17 października 1976 | São Paulo – SE Palmeiras 1:2 Ademir da Guia s - Edu, Nelson s                  |
| 17 października 1976 | CR Flamengo – America FC 1:0 Luisinho                                          |
| 17 października 1976 | EC Vitória – Guarani FC 0:4 Ziza (2), Zenon, Flexa                             |
| 20 października 1976 | CR Flamengo – Guarani FC 4:0 Tadeu (2), Júnior Brasília, Luisinho              |
| 20 października 1976 | EC Vitória – São Paulo 2:4 Fischer, Zé Júlio - Serginho, Murici, Mauro, Mickey |
| 21 października 1976 | SE Palmeiras – America FC 0:0                                                  |
| 24 października 1976 | Guarani FC – America FC 6:1 Renato (3), Flexa (2), Orlando s - Gílson Nunes    |
| 24 października 1976 | SE Palmeiras – EC Vitória 2:0 Toninho, Edu                                     |
| 24 października 1976 | São Paulo – CR Flamengo 1:2 Ademir - Zico (2)                                  |

##### Tabela grupy J
Zwycięstwo różnicą 3 lub więcej bramek nagradzano 3 punktami, a pozostałe zwycięstwa 2 punktami. W tabeli w kolumnie zwycięstw najpierw podano liczbę zwycięstw 3-punktowych, a po ukośniku liczbę zwycięstw 2-punktowych.
| Poz | Klub         | Mecze | Zw  | Rem | Por | Pkt | BrZd | BrStr |
| --- | ------------ | ----- | --- | --- | --- | --- | ---- | ----- |
| 1   | SE Palmeiras | 5     | 2/2 | 1   | 0   | 11  | 7    | 1     |
| 2   | CR Flamengo  | 5     | 2/2 | 0   | 1   | 10  | 10   | 3     |
| 3   | Guarani FC   | 5     | 2/1 | 0   | 2   | 8   | 11   | 6     |
| 4   | America FC   | 5     | 1/0 | 2   | 2   | 5   | 5    | 8     |
| 5   | São Paulo    | 5     | 1/0 | 1   | 3   | 4   | 7    | 8     |
| 6   | EC Vitória   | 5     | 0/0 | 0   | 5   | 0   | 2    | 16    |

### Turniej przegranych
Kluby, które odpadły we wcześniejszych etapach mistrzostw miały jeszcze szansę dostać się do trzeciego etapu mistrzostw Brazylii.

#### Grupa K

##### Mecze chronologicznie
| Data                 | Mecz                                                                            |
| -------------------- | ------------------------------------------------------------------------------- |
| 10 października 1976 | Caxias – Rio Branco AC 0:0                                                      |
| 10 października 1976 | Figueirense FC – Desportiva Cariacica 3:1 Escurinho (2), Luís Carlos - Altair s |
| 13 października 1976 | Desportiva Cariacica – Caxias 0:0                                               |
| 14 października 1976 | Rio Branco AC – Avaí FC 0:0                                                     |
| 17 października 1976 | Rio Branco AC – Desportiva Cariacica 1:0 Carlinhos                              |
| 17 października 1976 | Avaí FC – Figueirense FC 1:0 Veiguinha                                          |
| 20 października 1976 | Figueirense FC – Rio Branco AC 0:1 Ali                                          |
| 21 października 1976 | Avaí FC – Caxias 0:0                                                            |
| 24 października 1976 | Caxias – Figueirense FC 5:1 Norival (2), Bebeto (2), Claudinho - Sídnei         |
| 24 października 1976 | Avaí FC – Desportiva Cariacica 1:0 Ari Prudente                                 |

##### Tabela grupy K
Zwycięstwo różnicą 3 lub więcej bramek nagradzano 3 punktami, a pozostałe zwycięstwa 2 punktami. W tabeli w kolumnie zwycięstw najpierw podano liczbę zwycięstw 3-punktowych, a po ukośniku liczbę zwycięstw 2-punktowych.
| Poz | Klub                 | Mecze | Zw  | Rem | Por | Pkt | BrZd | BrStr |
| --- | -------------------- | ----- | --- | --- | --- | --- | ---- | ----- |
| 1   | Caxias               | 4     | 1/0 | 3   | 0   | 6   | 5    | 1     |
| 2   | Avaí FC              | 4     | 0/2 | 2   | 0   | 6   | 2    | 0     |
| 3   | Rio Branco AC        | 4     | 0/2 | 2   | 0   | 6   | 2    | 0     |
| 4   | Figueirense FC       | 4     | 1/0 | 0   | 3   | 3   | 4    | 8     |
| 5   | Desportiva Cariacica | 4     | 0/0 | 1   | 3   | 1   | 1    | 5     |

#### Grupa L

##### Mecze chronologicznie
| Data                 | Mecz                                                                       |
| -------------------- | -------------------------------------------------------------------------- |
| 9 października 1976  | Portuguesa São Paulo – Uberaba 1:0 Marinho                                 |
| 13 października 1976 | Londrina – Uberaba 1:2 Expedito - Vaquinha, Vicente                        |
| 13 października 1976 | Portuguesa São Paulo – AD Confiança 4:0 Badeco, Eneias II, Enéias, Marinho |
| 16 października 1976 | Cruzeiro EC – Uberaba 1:0 Jairzinho                                        |
| 17 października 1976 | Londrina – AD Confiança 1:2 Anderson - Hélio, Deri                         |
| 20 października 1976 | Uberaba – AD Confiança 1:0 Gilberto                                        |
| 21 października 1976 | Portuguesa São Paulo – Cruzeiro EC 1:1 Bispo - Eli                         |
| 24 października 1976 | AD Confiança – Cruzeiro EC 0:3 Ronaldo (2), Palhinha                       |
| 24 października 1976 | Londrina – Portuguesa São Paulo 1:3 Dirceu - Enéias (2), Bispo             |
| 27 października 1976 | Cruzeiro EC – Londrina 1:0 Palhinha                                        |

##### Tabela grupy L
Zwycięstwo różnicą 3 lub więcej bramek nagradzano 3 punktami, a pozostałe zwycięstwa 2 punktami. W tabeli w kolumnie zwycięstw najpierw podano liczbę zwycięstw 3-punktowych, a po ukośniku liczbę zwycięstw 2-punktowych.
| Poz | Klub                 | Mecze | Zw  | Rem | Por | Pkt | BrZd | BrStr |
| --- | -------------------- | ----- | --- | --- | --- | --- | ---- | ----- |
| 1   | Portuguesa São Paulo | 4     | 2/1 | 1   | 0   | 9   | 9    | 2     |
| 2   | Cruzeiro EC          | 4     | 1/2 | 1   | 0   | 8   | 6    | 1     |
| 3   | Uberaba              | 4     | 0/2 | 0   | 2   | 4   | 3    | 3     |
| 4   | AD Confiança         | 4     | 0/1 | 0   | 3   | 2   | 2    | 9     |
| 5   | Londrina             | 4     | 0/0 | 0   | 4   | 0   | 3    | 8     |

#### Grupa M

##### Mecze chronologicznie
| Data                 | Mecz                                                                        |
| -------------------- | --------------------------------------------------------------------------- |
| 9 października 1976  | AA Ponte Preta – Paysandu SC 3:0 Parraga (2), Lúcio                         |
| 10 października 1976 | Nacional FC – Ceará SC 1:1 Antenor - Ivanir                                 |
| 13 października 1976 | AA Ponte Preta – Nacional FC 5:0 Lúcio, Marco Aurélio, Parraga, Genau, Dicá |
| 14 października 1976 | Paysandu SC – Rio Negro Manaus 2:0 Roberto Bacuri, Fefeu                    |
| 17 października 1976 | Rio Negro Manaus – Nacional FC 1:0 Jurandi                                  |
| 17 października 1976 | Ceará SC – AA Ponte Preta 2:1 Tércio, Zé Eduardo - Parraga                  |
| 20 października 1976 | Rio Negro Manaus – AA Ponte Preta 1:1 Vilfredo - Parraga                    |
| 20 października 1976 | Paysandu SC – Ceará SC 1:0 Francisco                                        |
| 23 października 1976 | Ceará SC – Rio Negro Manaus 0:0                                             |
| 23 października 1976 | Nacional FC – Paysandu SC 2:2 Netinho (2) – Tuíca, Fefeu                    |

##### Grupa M
Zwycięstwo różnicą 3 lub więcej bramek nagradzano 3 punktami, a pozostałe zwycięstwa 2 punktami. W tabeli w kolumnie zwycięstw najpierw podano liczbę zwycięstw 3-punktowych, a po ukośniku liczbę zwycięstw 2-punktowych.
| Poz | Klub             | Mecze | Zw  | Rem | Por | Pkt | BrZd | BrStr |
| --- | ---------------- | ----- | --- | --- | --- | --- | ---- | ----- |
| 1   | AA Ponte Preta   | 4     | 2/0 | 1   | 1   | 7   | 10   | 3     |
| 2   | Paysandu SC      | 4     | 1/1 | 1   | 1   | 6   | 5    | 5     |
| 3   | Ceará SC         | 4     | 0/1 | 2   | 1   | 4   | 3    | 3     |
| 4   | Rio Negro Manaus | 4     | 0/1 | 2   | 1   | 4   | 2    | 3     |
| 5   | Nacional FC      | 4     | 0/0 | 2   | 2   | 2   | 3    | 9     |

#### Grupa N

##### Mecze chronologicznie
| Data                 | Mecz                                                                             |
| -------------------- | -------------------------------------------------------------------------------- |
| 10 października 1975 | Mixto EC – Americano FC 4:1 Toninho, Traíra, Lourival, Bife - Zé Neto            |
| 10 października 1975 | Goiânia – América Mineiro 4:0 Bil (2), Rogério, Benę                             |
| 13 października 1975 | América Mineiro – Mixto EC 1:3 Jorge Nobre - Diogo, Pelezinho, Fernando s        |
| 14 października 1975 | CR Vasco da Gama – Goiânia 2:2 Roberto Dinamite, Luís Fumanchu - Rogério (2)     |
| 17 października 1975 | CR Vasco da Gama – Americano FC 3:1 Roberto Dinamite (2), Luís Carlos - Zé Neto  |
| 17 października 1975 | Goiânia – Mixto EC 0:1 Traíra                                                    |
| 21 października 1975 | América Mineiro – CR Vasco da Gama 2:3 Aguillar (2) – Luís Fumanchu, Galdino, Dé |
| 21 października 1975 | Americano FC – Goiânia 5:0 Zé Neto (2), Luís Carlos (2), Dionísio                |
| 24 października 1975 | Americano FC – América Mineiro 0:1 Jorge Nobre                                   |
| 24 października 1975 | CR Vasco da Gama – Mixto EC 1:0 Roberto Dinamite                                 |

##### Tabela grupy N
Zwycięstwo różnicą 3 lub więcej bramek nagradzano 3 punktami, a pozostałe zwycięstwa 2 punktami. W tabeli w kolumnie zwycięstw najpierw podano liczbę zwycięstw 3-punktowych, a po ukośniku liczbę zwycięstw 2-punktowych.
| Poz | Klub             | Mecze | Zw  | Rem | Por | Pkt | BrZd | BrStr |
| --- | ---------------- | ----- | --- | --- | --- | --- | ---- | ----- |
| 1   | CR Vasco da Gama | 4     | 1/2 | 1   | 0   | 8   | 9    | 5     |
| 2   | Mixto EC         | 4     | 2/1 | 0   | 1   | 8   | 8    | 3     |
| 3   | Goiânia          | 4     | 1/0 | 1   | 2   | 4   | 6    | 8     |
| 4   | Americano FC     | 4     | 1/0 | 0   | 3   | 3   | 7    | 8     |
| 5   | América Mineiro  | 4     | 0/1 | 0   | 3   | 2   | 4    | 10    |

#### Grupa O

##### Mecze chronologicznie
| Data                 | Mecz                                                                                             |
| -------------------- | ------------------------------------------------------------------------------------------------ |
| 10 października 1976 | CS Alagoano – Botafogo João Pessoa 3:5 Joăo Carlos s, Valdeci, Oliveira - Reinaldo (3), Calu (2) |
| 10 października 1976 | Fluminense de Feira FC – Treze FC 1:0 Elísio                                                     |
| 13 października 1976 | Clube de Regatas Brasil – Fluminense de Feira FC 1:1 Silva - Calu                                |
| 13 października 1976 | Treze FC – CS Alagoano 1:0 Iva Lopes                                                             |
| 17 października 1976 | Clube de Regatas Brasil – CS Alagoano 1:0 Silva                                                  |
| 17 października 1976 | Treze FC – Botafogo João Pessoa 2:1 Galego (2) – Reinaldo                                        |
| 20 października 1976 | Botafogo João Pessoa – Fluminense de Feira FC 2:1 Muller, Reinaldo - Luciano                     |
| 20 października 1976 | Clube de Regatas Brasil – Treze FC 2:0 Flávio, Silva                                             |
| 24 października 1976 | Botafogo João Pessoa – Clube de Regatas Brasil 2:2 Baltasar (2) – Joãozinho Paulista (2)         |
| 24 października 1976 | CS Alagoano – Fluminense de Feira FC 1:1 Serginho - Luciano                                      |

##### Tabela grupy O
Zwycięstwo różnicą 3 lub więcej bramek nagradzano 3 punktami, a pozostałe zwycięstwa 2 punktami. W tabeli w kolumnie zwycięstw najpierw podano liczbę zwycięstw 3-punktowych, a po ukośniku liczbę zwycięstw 2-punktowych.
| Poz | Klub                    | Mecze | Zw  | Rem | Por | Pkt | BrZd | BrStr |
| --- | ----------------------- | ----- | --- | --- | --- | --- | ---- | ----- |
| 1   | Clube de Regatas Brasil | 4     | 1/1 | 2   | 0   | 7   | 6    | 3     |
| 2   | Botafogo João Pessoa    | 4     | 1/1 | 1   | 1   | 6   | 10   | 8     |
| 3   | Treze FC                | 4     | 0/2 | 0   | 2   | 4   | 3    | 4     |
| 4   | Fluminense de Feira FC  | 4     | 0/1 | 2   | 1   | 4   | 4    | 4     |
| 5   | CS Alagoano             | 4     | 0/0 | 1   | 3   | 1   | 4    | 8     |

#### Grupa P

##### Mecze chronologicznie
| Data                 | Mecz                                                                                    |
| -------------------- | --------------------------------------------------------------------------------------- |
| 10 października 1976 | Náutico – ABC FC 2:1 Marquinhos, Dedeu - Beliato s                                      |
| 10 października 1976 | Volta Redonda – EC Flamengo 0:0                                                         |
| 13 października 1976 | Sampaio Corrêa FC – ABC FC 2:0 Cabecinha (2)                                            |
| 14 października 1976 | Náutico – Volta Redonda 0:0                                                             |
| 17 października 1976 | ABC FC – Volta Redonda 0:1 Jaílson                                                      |
| 17 października 1976 | EC Flamengo – Sampaio Corrêa FC 2:0 Israel, Santos                                      |
| 20 października 1976 | Sampaio Corrêa FC – Volta Redonda 3:1 Cabecinha, Fernando Pirulito, Cabral - Jorge Luís |
| 20 października 1976 | EC Flamengo – Náutico 0:0                                                               |
| 23 października 1976 | Náutico – Sampaio Corrêa FC 4:0 Mário (2), Toninho Vanusa, Fedato                       |
| 23 października 1976 | ABC FC – EC Flamengo 5:1 Zé Carlos (3), Leal, Teotônio - Macunaíma                      |

##### Tabela grupy P
Zwycięstwo różnicą 3 lub więcej bramek nagradzano 3 punktami, a pozostałe zwycięstwa 2 punktami. W tabeli w kolumnie zwycięstw najpierw podano liczbę zwycięstw 3-punktowych, a po ukośniku liczbę zwycięstw 2-punktowych.
| Poz | Klub              | Mecze | Zw  | Rem | Por | Pkt | BrZd | BrStr |
| --- | ----------------- | ----- | --- | --- | --- | --- | ---- | ----- |
| 1   | Náutico           | 4     | 1/1 | 2   | 0   | 7   | 6    | 1     |
| 2   | Sampaio Corrêa FC | 4     | 2/0 | 0   | 2   | 6   | 5    | 7     |
| 3   | EC Flamengo       | 4     | 1/0 | 2   | 1   | 5   | 3    | 5     |
| 4   | Volta Redonda     | 4     | 0/1 | 2   | 1   | 4   | 2    | 3     |
| 5   | ABC FC            | 4     | 1/0 | 0   | 3   | 3   | 6    | 6     |

### Trzeci etap

#### Grupa Q

##### Kolejka 1
| Data                 | Mecz                                                                                  |
| -------------------- | ------------------------------------------------------------------------------------- |
| 30 października 1976 | AA Ponte Preta – Botafogo Ribeirão Preto 1:0 Parraga                                  |
| 30 października 1976 | Coritiba FBC – SC Internacional 1:0 Eli                                               |
| 31 października 1976 | Corinthians Paulista – Portuguesa São Paulo 0:0                                       |
| 31 października 1976 | Santa Cruz FC – SE Palmeiras 3:3 Pedrinho, Betinho, Nunes - Jorge Mendonça (2), Pires |

##### Kolejka 2
| Data             | Mecz                                                                                    |
| ---------------- | --------------------------------------------------------------------------------------- |
| 3 listopada 1976 | SE Palmeiras – Portuguesa São Paulo 2:1 Edu, Jorge Mendonça - Enéias                    |
| 3 listopada 1976 | Coritiba FBC – Corinthians Paulista 1:0 Oberdă                                          |
| 3 listopada 1976 | Botafogo Ribeirão Preto – SC Internacional 1:4 Alfredo - Valdomiro, Vacaria, Lula, Jair |
| 3 listopada 1976 | Caxias – Santa Cruz FC 1:2 Djair - Vôlnei, Nunes                                        |

##### Kolejka 3
| Data             | Mecz                                                                                   |
| ---------------- | -------------------------------------------------------------------------------------- |
| 7 listopada 1976 | SE Palmeiras – Corinthians Paulista 0:0                                                |
| 7 listopada 1976 | AA Ponte Preta – Coritiba FBC 1:0 Jair                                                 |
| 7 listopada 1976 | Botafogo Ribeirão Preto – Caxias 1:0 Arlindo                                           |
| 7 listopada 1976 | SC Internacional – Santa Cruz FC 5:1 Escurinho, Valdomiro, Dario, Lula, Jair - Betinho |

##### Kolejka 4
| Data              | Mecz                                                                           |
| ----------------- | ------------------------------------------------------------------------------ |
| 10 listopada 1976 | SC Internacional – Caxias 2:0 Edgar s, Dario                                   |
| 10 listopada 1976 | Santa Cruz FC – Coritiba FBC 2:4 Orlando, Nunes - Luisinho (2), Aladim, Eli    |
| 10 listopada 1976 | Portuguesa São Paulo – AA Ponte Preta 0:1 Dicá                                 |
| 11 listopada 1976 | Corinthians Paulista – Botafogo Ribeirão Preto 2:1 Basílio, Neca - Joăo Carlos |

##### Kolejka 5
| Data              | Mecz                                                                        |
| ----------------- | --------------------------------------------------------------------------- |
| 14 listopada 1976 | SE Palmeiras – SC Internacional 1:2 Jorge Mendonça - Valdomiro, Falcăo      |
| 14 listopada 1976 | Caxias – Corinthians Paulista 1:4 Bebeto - Neca (2), Vaguinho, Ruço         |
| 14 listopada 1976 | AA Ponte Preta – Santa Cruz FC 2:0 Parraga, Dicá                            |
| 14 listopada 1976 | Botafogo Ribeirão Preto – Portuguesa São Paulo 3:0 Arlindo (2), Joăo Carlos |

##### Kolejka 6
| Data              | Mecz                                                                  |
| ----------------- | --------------------------------------------------------------------- |
| 17 listopada 1976 | Portuguesa São Paulo – Santa Cruz FC 2:2 Enéias (2) – Pedrinho, Nunes |
| 17 listopada 1976 | Caxias – Coritiba FBC 3:0 Vicente s, Osmar, Bebeto                    |
| 17 listopada 1976 | Botafogo Ribeirão Preto – SE Palmeiras 0:3 Jorge Mendonça (2), Nei    |
| 18 listopada 1976 | Corinthians Paulista – AA Ponte Preta 2:0 Basílio, Neca               |

##### Kolejka 7
| Data              | Mecz                                                                                          |
| ----------------- | --------------------------------------------------------------------------------------------- |
| 20 listopada 1976 | Portuguesa São Paulo – Caxias 3:4 Valtinho, Dirceu, Enéias - Jurandir, Osmar, Bebeto, Norival |
| 21 listopada 1976 | Coritiba FBC – Botafogo Ribeirão Preto 0:1 Joăo Traina                                        |
| 21 listopada 1976 | Corinthians Paulista – SC Internacional 2:1 Ruço, Geraldo - Falcăo                            |
| 21 listopada 1976 | AA Ponte Preta – SE Palmeiras 2:1 Ricardo s, Dicá - Jorge Mendonça                            |

##### Kolejka 8
| Data              | Mecz                                                                        |
| ----------------- | --------------------------------------------------------------------------- |
| 24 listopada 1976 | Coritiba FBC – Portuguesa São Paulo 2:1 Tiăo, Luisinho - Eneias II          |
| 24 listopada 1976 | SC Internacional – AA Ponte Preta 2:0 Jair, Caçapava                        |
| 24 listopada 1976 | Santa Cruz FC – Botafogo Ribeirão Preto 3:1 Vôlnei (2), Nunes - Joăo Motoca |
| 24 listopada 1976 | SE Palmeiras – Caxias 0:0                                                   |

##### Kolejka 9
| Data              | Mecz                                                              |
| ----------------- | ----------------------------------------------------------------- |
| 27 listopada 1976 | SE Palmeiras – Coritiba FBC 0:0                                   |
| 28 listopada 1976 | SC Internacional – Portuguesa São Paulo 3:0 Valdomiro (2), Dario  |
| 28 listopada 1976 | Caxias – AA Ponte Preta 1:0 Bebeto                                |
| 28 listopada 1976 | Santa Cruz FC – Corinthians Paulista 1:2 Mazinho - Vaguinho, Ruço |

##### Tabela grupy Q
Zwycięstwo różnicą 3 lub więcej bramek nagradzano 3 punktami, a pozostałe zwycięstwa 2 punktami. W tabeli w kolumnie zwycięstw najpierw podano liczbę zwycięstw 3-punktowych, a po ukośniku liczbę zwycięstw 2-punktowych.
| Poz | Klub                    | Mecze | Zw  | Rem | Por | Pkt | BrZd | BrStr |
| --- | ----------------------- | ----- | --- | --- | --- | --- | ---- | ----- |
| 1   | SC Internacional        | 8     | 5/1 | 0   | 2   | 17  | 19   | 6     |
| 2   | Corinthians Paulista    | 8     | 2/3 | 2   | 1   | 14  | 12   | 5     |
| 3   | AA Ponte Preta          | 8     | 1/4 | 0   | 3   | 11  | 7    | 6     |
| 4   | Coritiba FBC            | 8     | 1/3 | 1   | 3   | 10  | 8    | 8     |
| 5   | SE Palmeiras            | 8     | 1/1 | 4   | 2   | 9   | 10   | 8     |
| 6   | Caxias                  | 8     | 1/2 | 1   | 4   | 8   | 10   | 12    |
| 7   | Botafogo Ribeirão Preto | 8     | 1/2 | 0   | 5   | 7   | 8    | 13    |
| 8   | Santa Cruz FC           | 8     | 1/1 | 2   | 4   | 7   | 14   | 20    |
| 9   | Portuguesa São Paulo    | 8     | 0/0 | 2   | 6   | 2   | 7    | 17    |

#### Grupa R

##### Kolejka 1
| Data                 | Mecz                                                                   |
| -------------------- | ---------------------------------------------------------------------- |
| 30 października 1976 | CR Vasco da Gama – Clube de Regatas Brasil 1:0 Roberto Dinamite        |
| 30 października 1976 | EC Bahia – Náutico 1:1 Douglas - Dedeu                                 |
| 31 października 1976 | CR Flamengo – Atlético Mineiro 2:1 Toninho, Zico - Marcinho            |
| 31 października 1976 | Grêmio Porto Alegre – Fluminense FC 1:2 Luís Carlos - Gil, Paulo César |

##### Kolejka 2
| Data             | Mecz                                                         |
| ---------------- | ------------------------------------------------------------ |
| 3 listopada 1976 | Náutico – CR Vasco da Gama 1:1 Marquinhos - Roberto Dinamite |
| 3 listopada 1976 | Fluminense FC – Clube de Regatas Brasil 1:0 Doval            |
| 3 listopada 1976 | Guarani FC – CR Flamengo 1:1 André - Luisinho                |
| 3 listopada 1976 | EC Bahia – Atlético Mineiro 0:2 Modesto, Paulo Isidoro       |

##### Kolejka 3
| Data             | Mecz                                                                                           |
| ---------------- | ---------------------------------------------------------------------------------------------- |
| 6 listopada 1976 | CR Vasco da Gama – EC Bahia 0:1 Alberto                                                        |
| 7 listopada 1976 | Atlético Mineiro – Clube de Regatas Brasil 4:1 Marcinho (2), Ortiz, Toninho Cerezo - Joãozinho |
| 7 listopada 1976 | Fluminense FC – CR Flamengo 1:0 Gil                                                            |
| 7 listopada 1976 | Grêmio Porto Alegre – Guarani FC 1:1 Iúra - André                                              |

##### Kolejka 4
| Data              | Mecz                                                                      |
| ----------------- | ------------------------------------------------------------------------- |
| 10 listopada 1976 | Clube de Regatas Brasil – CR Flamengo 0:2 Luisinho, Marciano              |
| 10 listopada 1976 | EC Bahia – Grêmio Porto Alegre 2:1 Ancheta s, Jorge Campos - Tarciso      |
| 10 listopada 1976 | Atlético Mineiro – Náutico 2:0 Cafuringa, Modesto                         |
| 10 listopada 1976 | Fluminense FC – Guarani FC 4:2 Doval (2), Paulo César, Gil - Campos, Ziza |

##### Kolejka 5
| Data              | Mecz                                                                   |
| ----------------- | ---------------------------------------------------------------------- |
| 14 listopada 1976 | Fluminense FC – CR Vasco da Gama 3:0 Doval, Dirceu, Carlos Alberto     |
| 14 listopada 1976 | Clube de Regatas Brasil – Guarani FC 2:0 Silva, Antônio Carlos         |
| 14 listopada 1976 | Náutico – Grêmio Porto Alegre 0:3 Tarciso, Zequinha, Jerônimo          |
| 14 listopada 1976 | EC Bahia – CR Flamengo 2:2 Rondinelli s, Jorge Campos - Tadeu, Toninho |

##### Kolejka 6
| Data              | Mecz                                                                                    |
| ----------------- | --------------------------------------------------------------------------------------- |
| 17 listopada 1976 | Grêmio Porto Alegre – CR Vasco da Gama 1:3 Jerônimo - Luís Carlos (2), Roberto Dinamite |
| 17 listopada 1976 | Náutico – Fluminense FC 3:1 Chico Explosăo (3) – Rivelino                               |
| 17 listopada 1976 | Clube de Regatas Brasil – EC Bahia 2:2 Roberval (2) – Fito, Washington                  |
| 17 listopada 1976 | Guarani FC – Atlético Mineiro 1:0 Zenon                                                 |

##### Kolejka 7
| Data              | Mecz                                                                                   |
| ----------------- | -------------------------------------------------------------------------------------- |
| 21 listopada 1976 | CR Vasco da Gama – CR Flamengo 1:0 Roberto Dinamite                                    |
| 21 listopada 1976 | Grêmio Porto Alegre – Clube de Regatas Brasil 2:1 Vílson, Tarciso - Joãozinho Paulista |
| 21 listopada 1976 | Náutico – Guarani FC 0:1 André                                                         |
| 21 listopada 1976 | Atlético Mineiro – Fluminense FC 0:0                                                   |

##### Kolejka 8
| Data              | Mecz                                                                                 |
| ----------------- | ------------------------------------------------------------------------------------ |
| 24 listopada 1976 | Guarani FC – EC Bahia 3:0 Zenon, Mauro, André                                        |
| 24 listopada 1976 | CR Flamengo – Grêmio Porto Alegre 5:1 Luisinho (4), Zico - Tarciso                   |
| 24 listopada 1976 | Clube de Regatas Brasil – Náutico 1:3 Joãozinho Paulista - Gilva (2), Toninho Vanusa |
| 25 listopada 1976 | CR Vasco da Gama – Atlético Mineiro 0:4 Heleno, Bozó, Márcio, Ortiz                  |

##### Kolejka 9
| Data              | Mecz                                                                             |
| ----------------- | -------------------------------------------------------------------------------- |
| 27 listopada 1976 | CR Flamengo – Náutico 2:0 Luisinho (2)                                           |
| 28 listopada 1976 | Guarani FC – CR Vasco da Gama 2:3 André, Campos - Luís Fumanchu (2), Luís Carlos |
| 28 listopada 1976 | Fluminense FC – EC Bahia 1:0 Doval                                               |
| 28 listopada 1976 | Atlético Mineiro – Grêmio Porto Alegre 0:0                                       |

##### Tabela grupy R
Zwycięstwo różnicą 3 lub więcej bramek nagradzano 3 punktami, a pozostałe zwycięstwa 2 punktami. W tabeli w kolumnie zwycięstw najpierw podano liczbę zwycięstw 3-punktowych, a po ukośniku liczbę zwycięstw 2-punktowych.
| Poz | Klub                    | Mecze | Zw  | Rem | Por | Pkt | BrZd | BrStr |
| --- | ----------------------- | ----- | --- | --- | --- | --- | ---- | ----- |
| 1   | Fluminense FC           | 8     | 2/4 | 1   | 1   | 15  | 13   | 6     |
| 2   | Atlético Mineiro        | 8     | 3/1 | 2   | 2   | 13  | 13   | 4     |
| 3   | CR Flamengo             | 8     | 3/1 | 2   | 2   | 13  | 14   | 7     |
| 4   | CR Vasco da Gama        | 8     | 1/3 | 1   | 3   | 10  | 9    | 12    |
| 5   | Guarani FC              | 8     | 1/2 | 2   | 3   | 9   | 11   | 11    |
| 6   | Náutico                 | 8     | 2/0 | 2   | 4   | 8   | 8    | 12    |
| 7   | Grêmio Porto Alegre     | 8     | 1/1 | 2   | 4   | 7   | 10   | 14    |
| 8   | EC Bahia                | 8     | 0/2 | 3   | 3   | 7   | 8    | 12    |
| 9   | Clube de Regatas Brasil | 8     | 1/0 | 1   | 6   | 4   | 7    | 15    |

### 1/2 finału
| 5 grudnia 1976 Fluminense FC – Corinthians Paulista 1:1, karne 1:4 - Pintinho - Ruço |
| 5 grudnia 1976 SC Internacional – Atlético Mineiro 2:1 - Batista, Falcăo - Vantuir   |

### Finał
| SC Internacional – Corinthians Paulista 2:0 |
| 12 grudnia 1976 Porto Alegre Estádio Beira-Rio (84 000) SC Internacional – Corinthians Paulista 2:0 (1:0) Sędzia: José Roberto Wright Bramki: 1:0 Dario 25, 2:0 Valdomiro 57 Sport Club Intenacional (trener Rubens Minelli): Manga - Cláudio, Figueroa, Marinho Peres, Vacaria, Caçapava, Falcão, Batista, Valdomiro, Dario, Lula Sport Club Corinthians Paulista (trener Duque): Tobias - Zé Maria, Moisés, Zé Eduardo, Wladmir, Givanildo, Ruço, Neca, Vaguinho, Geraldão, Romeu |

Mistrzem Brazylii w 1976 roku został klub SC Internacional, a wicemistrzem Brazylii – Corinthians Paulista.

## Końcowa klasyfikacja sezonu 1976
Zwycięstwo różnicą 3 lub więcej bramek nagradzano 3 punktami, a pozostałe zwycięstwa 2 punktami. W tabeli w kolumnie zwycięstw najpierw podano liczbę zwycięstw 3-punktowych, a po ukośniku liczbę zwycięstw 2-punktowych.
| Poz | Klub                    | Mecze | Zw   | Rem | Por | Pkt | BrZd | BrStr |
| --- | ----------------------- | ----- | ---- | --- | --- | --- | ---- | ----- |
| 1   | SC Internacional        | 23    | 15/4 | 1   | 3   | 54  | 59   | 13    |
| 2   | Corinthians Paulista    | 23    | 6/7  | 6   | 4   | 38  | 31   | 17    |
| 3   | Atlético Mineiro        | 22    | 7/4  | 7   | 4   | 36  | 40   | 18    |
| 4   | Fluminense FC           | 22    | 6/5  | 7   | 4   | 35  | 34   | 19    |
| 5   | CR Flamengo             | 21    | 10/4 | 3   | 4   | 41  | 48   | 15    |
| 6   | Grêmio Porto Alegre     | 21    | 6/5  | 5   | 5   | 33  | 31   | 20    |
| 7   | SE Palmeiras            | 21    | 4/6  | 7   | 4   | 31  | 24   | 11    |
| 8   | EC Bahia                | 21    | 5/4  | 8   | 4   | 31  | 27   | 17    |
| 9   | Coritiba FBC            | 21    | 3/8  | 4   | 6   | 29  | 22   | 17    |
| 10  | Guarani FC              | 21    | 5/3  | 8   | 5   | 29  | 29   | 19    |
| 11  | Santa Cruz FC           | 21    | 5/4  | 5   | 7   | 28  | 32   | 32    |
| 12  | CR Vasco da Gama        | 20    | 3/8  | 2   | 7   | 27  | 27   | 28    |
| 13  | Botafogo Ribeirão Preto | 21    | 3/6  | 4   | 8   | 25  | 26   | 24    |
| 14  | AA Ponte Preta          | 20    | 4/4  | 6   | 6   | 26  | 23   | 16    |
| 15  | Caxias                  | 20    | 4/4  | 5   | 7   | 25  | 23   | 18    |
| 16  | Náutico                 | 20    | 4/2  | 6   | 8   | 22  | 22   | 23    |
| 17  | Clube de Regatas Brasil | 20    | 3/2  | 4   | 11  | 17  | 18   | 32    |
| 18  | Portuguesa São Paulo    | 20    | 3/1  | 6   | 10  | 17  | 22   | 28    |
| 19  | Cruzeiro EC             | 12    | 2/4  | 5   | 1   | 19  | 15   | 7     |
| 20  | Botafogo FR             | 13    | 3/3  | 3   | 4   | 18  | 17   | 13    |
| 21  | Santos FC               | 13    | 1/5  | 5   | 2   | 18  | 14   | 10    |
| 22  | America FC              | 13    | 3/2  | 5   | 3   | 18  | 14   | 12    |
| 23  | Fortaleza               | 13    | 2/3  | 5   | 3   | 17  | 17   | 13    |
| 24  | Operário FC             | 13    | 3/1  | 6   | 3   | 17  | 16   | 13    |
| 25  | Botafogo João Pessoa    | 12    | 3/2  | 4   | 3   | 17  | 16   | 14    |
| 26  | EC Vitória              | 13    | 4/1  | 2   | 6   | 16  | 13   | 19    |
| 27  | Mixto EC                | 12    | 3/2  | 2   | 5   | 15  | 18   | 14    |
| 28  | São Paulo               | 13    | 3/1  | 4   | 5   | 15  | 15   | 13    |
| 29  | Athletico Paranaense    | 13    | 2/2  | 4   | 5   | 14  | 11   | 13    |
| 30  | Goiás EC                | 13    | 1/3  | 5   | 4   | 14  | 13   | 16    |
| 31  | Paysandu SC             | 12    | 2/2  | 3   | 5   | 13  | 12   | 19    |
| 32  | Clube do Remo           | 13    | 3/0  | 4   | 6   | 13  | 15   | 17    |
| 33  | Volta Redonda           | 12    | 1/2  | 6   | 3   | 13  | 11   | 13    |
| 34  | América Natal           | 13    | 1/2  | 6   | 4   | 13  | 10   | 12    |
| 35  | Sport Recife            | 13    | 1/4  | 1   | 7   | 12  | 8    | 11    |
| 36  | Avaí FC                 | 12    | 1/3  | 3   | 5   | 12  | 7    | 11    |
| 37  | Nacional FC             | 12    | 0/3  | 5   | 4   | 11  | 9    | 17    |
| 38  | EC Flamengo             | 12    | 1/1  | 6   | 4   | 11  | 10   | 16    |
| 39  | Americano FC            | 12    | 1/2  | 3   | 6   | 10  | 15   | 18    |
| 40  | Rio Negro Manaus        | 12    | 1/1  | 5   | 5   | 10  | 8    | 14    |
| 41  | Uberaba                 | 12    | 0/3  | 3   | 6   | 9   | 7    | 13    |
| 42  | AD Confiança            | 12    | 0/3  | 3   | 6   | 9   | 8    | 19    |
| 43  | CS Alagoano             | 12    | 0/2  | 5   | 5   | 9   | 14   | 19    |
| 44  | Sampaio Corrêa FC       | 12    | 2/0  | 3   | 7   | 9   | 10   | 29    |
| 45  | Figueirense FC          | 12    | 1/2  | 1   | 8   | 8   | 7    | 25    |
| 46  | Fluminense de Feira FC  | 12    | 1/1  | 3   | 7   | 8   | 10   | 18    |
| 47  | Goiânia                 | 12    | 1/1  | 3   | 7   | 8   | 15   | 31    |
| 48  | América Mineiro         | 12    | 1/1  | 2   | 8   | 7   | 12   | 19    |
| 49  | Londrina                | 12    | 0/2  | 3   | 7   | 7   | 8    | 16    |
| 50  | Rio Branco AC           | 12    | 0/2  | 3   | 7   | 7   | 5    | 15    |
| 51  | ABC FC                  | 12    | 1/0  | 4   | 7   | 7   | 11   | 18    |
| 52  | Ceará SC                | 12    | 0/1  | 5   | 6   | 7   | 5    | 13    |
| 53  | Treze FC                | 12    | 0/3  | 0   | 9   | 6   | 9    | 23    |
| 54  | Desportiva Cariacica    | 12    | 0/2  | 2   | 8   | 6   | 6    | 19    |